# РПГ-76 «Комар»
РПГ-76 «Комар» — одноразовий ручний протитанковий гранатомет польського виробництва.

## Історія створення
Зброя була розроблена як менша та легша альтернатива РПГ-7 для використання повітряно-десантними військами. Вироблявся в 1983—1995 роках на заводі точного приладобудування в Невядуві (пол. «Zakład Sprzętu Precyzyjnego w Niewiadowie»). Придатний для використання в будівлях та транспортних засобах, ефективний проти легкоброньованих цілей.
Передано Україні 26 лютого 2022 року в рамках польської допомоги проти Російської агресії в Україні.

## Конструкція
Гранатомет має калібр 40 мм і масу 2,1 кг. Надкаліберний снаряд оснащений кумулятивною бойовою частиною масою 320 г і бронепробиттям 260 мм. Швидкість боєприпасу 145 м/с, дальність стрільби до 250 м.